# Hlybotschyzja (Fluss)
Die Hlybotschyzja (ukrainisch Глибочиця, wiss. Transliteration Hlybočycja; russisch Глубочица Glubotschiza) ist ein Fluss in der ukrainischen Hauptstadt Kiew, der heute weitgehend verdolt ist und unterirdisch verläuft.

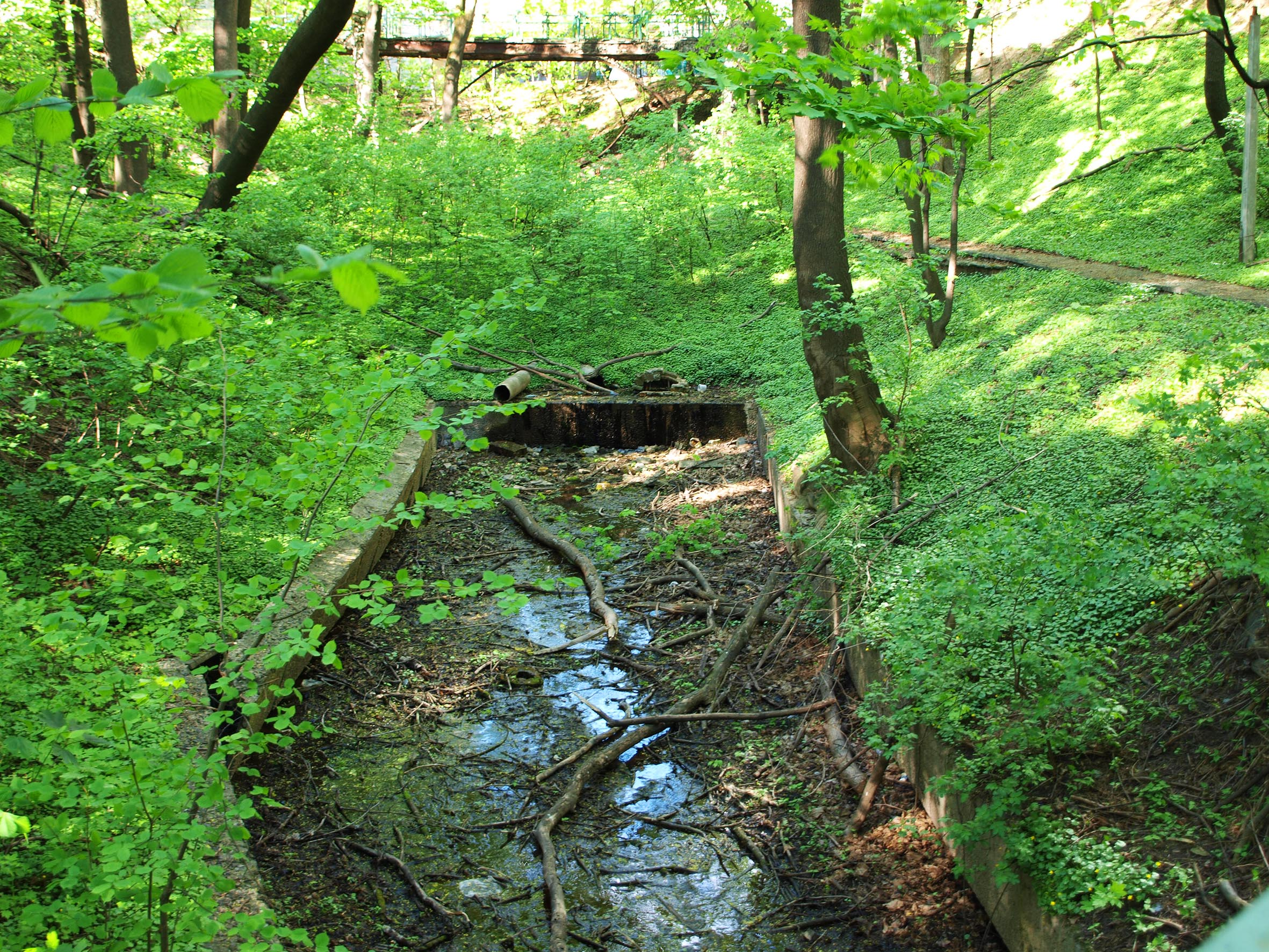
Quelle der Hlybotschyzja

Der hauptsächlich im Stadtteil Podol gelegene, 9 km lange Fluss entspringt im Stadtviertel Lukjanowka  und mündete ursprünglich in die Potschajna. Der Name des Flusses ist seit der Zeit der Kiewer Rus bekannt. Der Fluss soll zur damaligen Zeit schiffbar gewesen sein. Er fließt entlang der heutigen Hlybotschyzka -Straße und dann zwischen den Straßen Werchni Wal und Nischni Wal. In der Nähe des heutigen Schitni-Marktes mündete die Kijanka in die Hlybotschyzja. Andere der zahlreichen Bäche und Rinnsale wie die Jurkowiza oder der Turez, die in die Hlybotschyzja flossen, wurden mit zunehmender Besiedlung des Gebietes trockengelegt und verfüllt.
Am Ende des 18. Jahrhunderts wurde der Unterlauf des Flusses begradigt und mit Mauern eingefasst. Von diesen Mauern erhielten die Straßen Werchni Wal (obere Mauer) und Nischni Wal (untere Mauer) ihre Namen. Umgangssprachlich wurde der Fluss Kanal, Kanawa (Leinwand) oder Pomoinik (Wäsche) genannt, da die ansässigen Töpfer-, Teer- und Gerbereibetriebe ihre Abfälle in den Fluss entsorgten. Mitte des 19. Jahrhunderts wurde der Unterlauf abgedeckt und damit zur Dole, die Abdeckung des Oberlaufs erfolgte in der ersten Hälfte des 20. Jahrhunderts. Bis auf einen kurzen Abschnitt an der Quelle ist der Verlauf des Flusses an der Oberfläche nicht mehr sichtbar. Im Zuge der Verdolung und dem Bau des Kiewer Hafens verschwand die Potschajna, die Hlybotschyzja mündet heute an der Rybalsky-Schrägseilbrücke in den Kiewer Dneprhafen.